# RIPE
RIPE（フランス語: Réseaux IP Européens、英語: European IP Networks）は、インターネットの技術開発に関心を持つ全ての人々に開かれたフォーラム。RIPEコミュニティの目的は、インターネットの継続的な維持・開発に必要な管理面と技術面の統合である。IETFのような標準化団体ではないし、ICANNのようにドメイン名を扱っているわけでもない。
RIPEは法人ではないし、会員制でもない。したがってRIPEの活動に興味を持った人は誰でもメーリングリストを通じて参加でき、会議に参加できる。会議と会議の間の仕事を監視するためと対外的な連絡役として、RIPEには会長がいる。当初RIPEのスポースマンを務めていた Rob Blokzijl は、後に会長に就任した。RIPEコミュニティの活動は、メーリングリスト、作業部会（ワーキンググループ）、会議で構成されている。
RIPE NCC と RIPE は名称が似ているが、別々の組織である。RIPE NCC はRIPEの運営面を支援しており、例えばRIPEの会議の運営を助けたり、RIPEの作業部会の運営面のサポートを行っている。RIPE NCC は RIPEコミュニティによって運営機構として1992年に創設された組織である。

## 歴史
第1回のRIPE会議は1989年5月22日、オランダのアムステルダムで開催された。6カ国と11のネットワークの代表者である14人が集まった。当時の欧州連合では、標準化団体と通信会社はOSI標準を推進していて、IPベースのネットワークは間違った方向だと考えられていた。学界（特に核物理学と素粒子物理学）ではヨーロッパとアメリカ合衆国をまたがって仕事を進めて行くという強いニーズが存在していた。IPは相互接続と協調動作の可能な標準を提供していたが、ヨーロッパの通信会社にはそれが全く欠けていた。
RIPEは1989年11月29日に合意されたRIPE委任事項によって設立された。RIPE委任事項で定義された線に沿って、RIPE調整委員会に参加を表明した10の組織があったが、一部はまだ公式な決定をする必要があった。それらの組織とは、BelWue、CERN、EASInet、EUnet、GARR、HEPnet、NORDUnet、SURFnet、SWITCH、XLINKである。同時に、その後数週間から数カ月の間にヨーロッパのIPネットワークの相互接続を推進するためのタスクフォースが結成された。タスクフォースとしては、以下の4つが結成されている。
1. 接続性とルーティング
2. ネットワーク管理と運用
3. Domain Name System
4. 公式な統合

1つの結果として、RIPEコミュニティの管理運営面をサポートする RIPE Network Coordination Center (NCC) 創設のための1990年9月16日の提案書があり、1991年5月には RIPE NCC 活動計画が公表された。
RIPEはRARE（現在のTERENA）に RIPE NCC の法的枠組の提供を依頼。1992年4月、RIPE NCC が創設され、本部をアムステルダムに置き、責任者の Daniel Karrenberg と2人のスタッフだけで運営が開始された。当初の資金は学術ネットワーク（RAREのメンバー）であるEARNとEUnetから提供されていた。1997年11月12日、定款のオランダ語版がアムステルダム商工会議所に預けられ、RIPE NCC が正式に設立された。

## 名称
名称は John Quarterman が英語からフランス語に翻訳する形で生まれたと見られる。これは RIPE 58 の特別セッションで発表された。

## 文書
RIPEは、コミュニティ内に提出され受理されたあらゆる文書、提案書、手続き書、方針書を RIPE Document Store にてオンラインで公表している。

## 方針策定
RIPEコミュニティは、長いオープンなボトムアップの議論と合意形成を通して、インターネットの技術的調整やリソース（IPアドレスや自律システム (AS) 番号）の管理・配布についての方針を策定する。RIPE Policy Development Process は、任意の提案された方針について入力や議論を公式に追跡するもので、透明性と合意形成を基本としている。新たな方針や既存の方針の改訂は誰でも提案できる。提案についてRIPEコミュニティが議論し、ガイドラインに沿って受理するか拒絶するかを決定する。

## 会議
RIPEは年に2回、会議を開催している。通常、1回はアムステルダムで開催し、もう1回は RIPE NCC の担当地域のどこかで開催する。会議は5日間の日程で、ISP、ネットワーク管理者、政府代表者などが集まって問題・方針などを議論する。特に参加資格の規定はないが、事前の登録が必要である。会議の締めくくりに Secret Working Group へのプレゼンテーションが行われるのが通例で、リメリックや俳句でその会議やコミュニティで起きたことを表現する。それらのユーモラスなプレゼンテーションはRIPEのWHOISデータベースに記録されており、LIM-MNTで管理されているオブジェクトタイプ "poem" を検索することで閲覧できる。最も有名なものとして、Don McLean が「アメリカン・パイ」の替え歌として歌った歌がある。

## 作業部会
RIPEコミュニティは、RIPE NCCの業務やインターネット全般の様々な問題や話題を扱う作業部会（ワーキンググループ）を創設してきた。作業部会ごとにメーリングリストを持ち、関連する議論が行われている。作業部会は年に2回、RIPE会議の専門セッションとして会合を開いている。

## コミュニティ
RIPEコミュニティは、RIPE NCC のメンバーかどうかとは無関係に、インターネットの運営・構成・管理の方法に関心を持つ個人や団体の集まりである。

## RIPE NCC
RIPE NCC はヨーロッパおよび中東地域の地域インターネットレジストリであり、RIPEとは独立した組織だが、オフィスや設備は共有している。